# Agapito Rodríguez
Pour les articles homonymes, voir Rodríguez et Bermejo.
Agapito Rodríguez Bermejo, né à Ica le 16 mars 1965, est un footballeur péruvien des années 1990 qui jouait au poste de gardien de but.

## Biographie

### Carrière en club
Agapito Rodríguez se fait connaître comme gardien de l'Hijos de Yurimaguas, club avec lequel il remporte en 1990 le championnat du Pérou de 2e division, sous les ordres de l'entraîneur chilien Miguel Ángel Arrué. 
En 1993, il passe à l'Alianza Lima. C'est cependant au sein du Defensor Lima qu'il fera parler de lui en encaissant 11 buts lors d'un match de championnat face au  Sporting Cristal, le 31 juillet 1994.

### Carrière en équipe nationale
International péruvien, Agapito Rodríguez ne compte qu'une sélection en équipe du Pérou, lors d'un match amical face au Honduras, le 27 janvier 1993. Il figure sur le banc des remplaçants à l'occasion de la Copa América 1993 en Équateur.

### Carrière d'entraîneur
En 2017, il remplace le Chilien Jorge Aravena à la tête du Comerciantes Unidos en 1re division péruvienne.

## Palmarès(joueur)
Hijos de Yurimaguas
- Championnat du Pérou D2 (1) :
  - Champion : 1990.